# 낙수 경제
낙수 경제(落水經濟, 영어: trickle-down economics) 또는 낙수 이론(落水理論, 영어: trickle-down theory)은 대기업의 성장을 장려하면 중장기적으로 보았을 때 중소기업과 소비자에게 긍정적인 영향을 미쳐서 총체적으로 경기가 부흥한다는 주장으로 미국의 코미디언인 윌 로져스(Will Rogers)에 의해 최초로 만들어진 유머다. 이후 미국의 좌파경제학자들에 의해 레이건의 경제정책을 공격하려는 툴로 재사용되었으나 경제이론에서 만들어진 실제로 존재하는 이론은 아니다. trickle은 영어로 '어떠한 액체 등이 떨어지다. 흘러 내리다' 등의 뜻을 갖는 단어인데, 'trickle down' 이라고 하면 관용적으로 '흘러 내린다'라는 뜻으로 쓰인다. 이것은 경제 용어로 쓰여서 대기업이나 부유층의 부의 상승이라고 할 수 있는 넘쳐흐르는 물이 중소기업이나 서민층을 상징하는 바닥까지 적신다는 뜻을 갖는다. 이것은 조지 W. 부시의 대통령의 아버지인 조지 H. W. 부시 대통령이 채택했던 경제 정책이기도 하다.

## 같이 보기
- 낙수효과(trickle-down effect)
- 분수효과(trickle-up effect)